# Ligamento estilo-hióideo

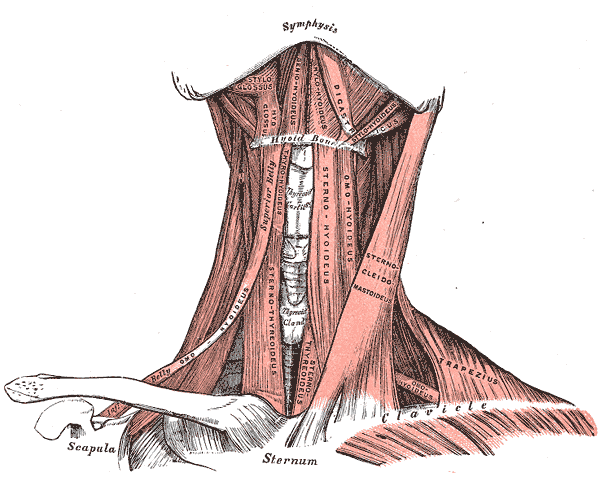
Músculos do pescoço

O ligamento estilo-hióideo é um ligamento que se estende entre o osso hióide e o processo estiloide do osso temporal (osso temporal do crânio).

## Anatomia

### Anexos
Fixa-se no corno menor na parte inferior do osso hióide, e (o ápice do ) o processo estilóide do osso temporalsuperiormente. 
O ligamento dá fixação às fibras mais superiores do músculo constritor médio da faringe .

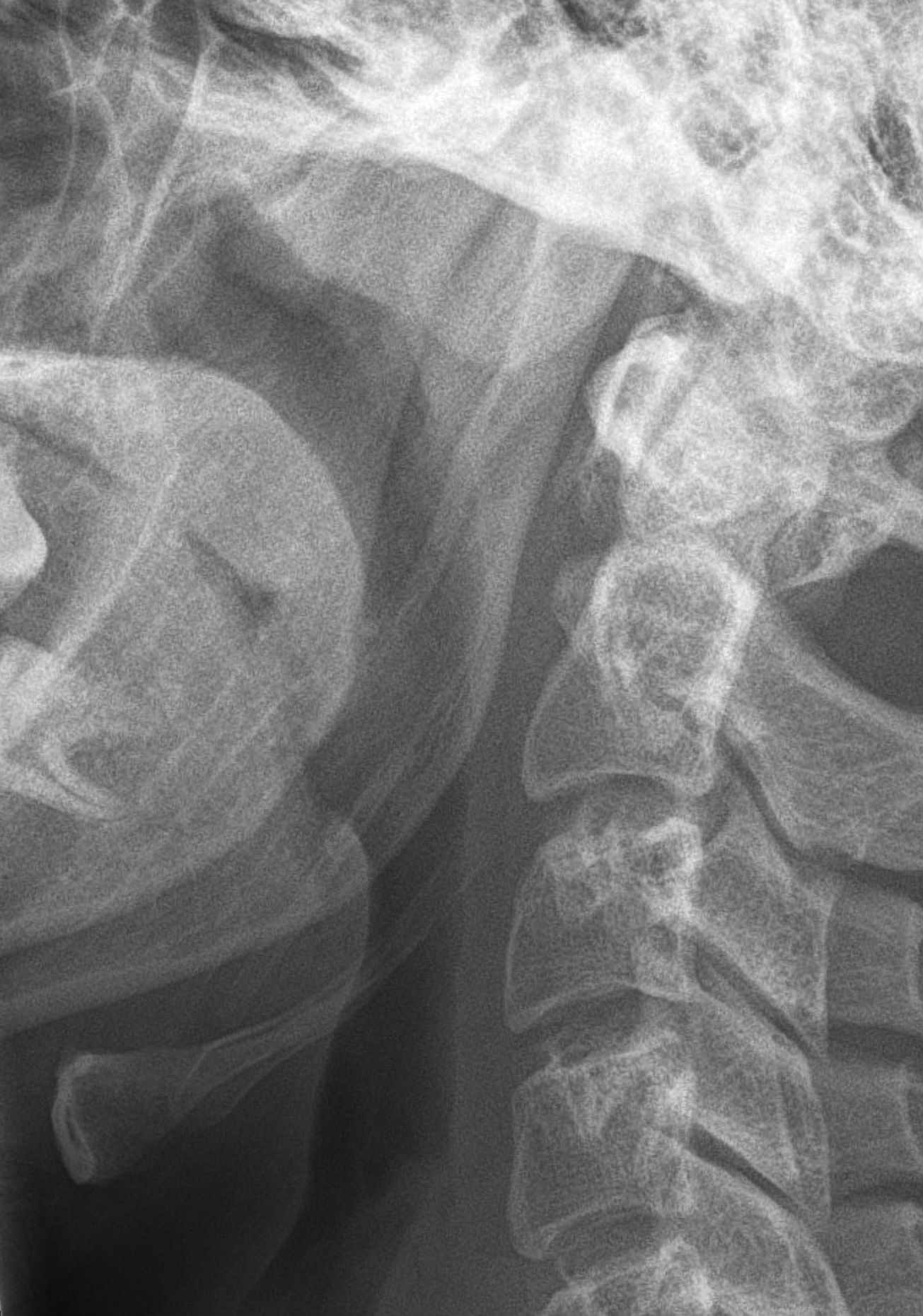
Ligamento estilo-hióideo ossificado ou processo estiloide alongado

### Relações
O ligamento é adjacente à parede lateral da orofaringe .
Inferiormente, é adjacente ao hioglosso .

## Significado clínico
O ligamento estilo-hióideo normalmente contém uma pequena cartilagem no seu centro, que costuma ser parcialmente ossificada na síndrome de Eagle .

## Outros animais
Em muitos animais, o epifilo é um osso saliente no centro do ligamento estilo-hióideo, semelhante ao observado na síndrome de Eagle.